# خالکوبی (فیلم ۱۹۶۸)
خالکوبی (انگلیسی: Le tatoué) فیلمی در ژانر کمدی است که در سال ۱۹۶۸ منتشر شد. از بازیگران آن می‌توان به لوئی دوفونس، ژان گابن و ایو بارساک اشاره کرد.